# Министерство транспорта Азербайджана
Министерство транспорта Азербайджана (азерб. Azərbaycan Respublikasının Nəqliyyat Nazirliyi) — центральный орган исполнительной власти, являвшийся ответственным за регулирование транспортного сектора в Азербайджане. 

## История
Министерство было создано 5 августа 1998 года Указом Президента №743. Положение о Министерстве было утверждено президентом Гейдаром Алиевым 10 июня 2003 года. Согласно уставу министерства, оно отвечало за организацию и осуществлению государственной политики в области государственных железных дорог, отраслей водного, воздушного и автомобильного транспорта.
13 февраля 2017 года было объединено с министерством связи и высоких технологий в Министерство цифрового развития и транспорта Азербайджана.

## Структура
Министерство возглавлял министр и два заместителя министра. 

## Функции
Основными функциями Министерства являлись регулирование деятельности в транспортном секторе Азербайджана, состоящего из транспортной деятельности субъектов по железнодорожным, водным, автомобильным, воздушным видам транспорта, службам доставки и экспедиции; проектирование и строительство дорог, ремонт и обслуживание дорог, техническое поддержание гидротехнического оборудования в морских перевозках, подготовка человеческих ресурсов и осуществление научных исследований; сотрудничество с министерствами транспорта в других странах для осуществления совместных проектов.

## Проекты
Министерство участвовало в крупных международных проектах, таких как ТРАСЕКА по возрождению древнего Шелкового пути, железной дороги Баку — Тбилиси — Карс. Почти все транспортные проекты в Азербайджане, за исключением нефте-и газопроводов, таких как Баку — Тбилиси — Джейхан, регулировались министерством транспорта. 
Высокие темпы экономического роста в Азербайджане в последние годы вызвали много проектов в области строительства, включая ремонт и строительство новых дорог по всей стране. В 2004 году было построено 6 новых мостов. В городах Товуз и Уджар были построены эстакады, 3 моста были тщательно отремонтированы. 188 км трассы Кюрдамир — Уджар — Евлах — Гянджа были перестроены в соответствии с международными стандартами. 
В конце 2009 года министерство подписало протокол с Корейским агентством международного сотрудничества для проведения технико-экономического обоснования проекта по строительству морского моста Бакинской бухты.

## Министры
- Зия Мамедов (8 августа 2002 — 13 февраль 2017)